# Pietro Micca
Pour les articles homonymes, voir Pietro Micca (homonymie).
 (mai 2024).
Si vous disposez d'ouvrages ou d'articles de référence ou si vous connaissez des sites web de qualité traitant du thème abordé ici, merci de compléter l'article en donnant les références utiles à sa vérifiabilité et en les liant à la section « Notes et références ».
Pietro Micca (né Pierre Micha le 6 mars 1677 à Sagliano, dans l'actuelle province de Biella, au Piémont et mort le 30 août 1706  à Turin), surnommé Passepërtut ("passe-partout" en piémontais), est un militaire piémontais mort héroïquement pour sa patrie, lors de la défense de la citadelle de Turin, assiégée par les Français, au cours de la guerre de succession d'Espagne. Il est célébré comme héros italien.

## Contexte historique
La guerre de succession d'Espagne qui a duré de 1701 à 1714 oppose le roi de France Louis XIV et l'empereur d'Autriche Léopold Ier de Habsbourg auquel succède en 1705 l'empereur Joseph Ier de Habsbourg : les deux dynasties se disputent la succession du trône d'Espagne laissé vacant par la mort du roi Charles II d'Espagne survenue le 1er novembre 1700.
Le duc de Savoie, Victor-Amédée II, ayant conclu un traité d'alliance avec l'empereur d'Autriche, va subir de plein fouet l'invasion du duché de Savoie et de la principauté de Piémont par les troupes françaises du maréchal de Catinat qui occupent les places de Suze, Verceil, Chivasso, Ivrée et le comté de Nice. Le successeur de Catinat, le maréchal de Villeroy, confronté au prince Eugène de Savoie venu au secours de son cousin, subit des revers et sera fait prisonnier en 1702 à la bataille de Crémone.
C'est dans ce conflit que se situe l'épisode du siège de Turin en 1706. Les Français, sous les ordres du lieutenant-général, duc de Lafeuillade, tentent d'investir la Citadelle dont la défense a été confiée par le duc Victor-Amédée II au général Giusepe Mario Solaro della Margherita, commandant de l'artillerie turinoise. Par la voie des souterrains, les troupes françaises tentent de pénétrer dans la citadelle et en sont empêchées par l'action héroïque de Pietro Micca qui fait exploser les voies d'accès et meurt dans l'effondrement de l'édifice. Les Français, vaincus au cours de la contre-attaque piémontaise, retraitent jusqu'au fort de Pignerol . Le duc de Savoie et son cousin le prince Eugène font leur entrée dans Turin libéré le 2 septembre 1706.

## Biographie
Le Piémont est célèbre pour avoir formé nombre de ses enfants aux métiers de mineur, de maçon et de terrassier. La plupart des jeunes Piémontais, une fois aguerris à ces métiers, se répartissaient à travers l'Europe, et notamment en France, aux XVIIe et XVIIIe siècles, où de nombreux ouvrages d'art témoignent de leur savoir-faire ancestral.
Pietro Micca n'a pas échappé à cette tradition et son père, Jacques Micca, l'a orienté vers le métier de maçon dès son plus jeune âge. Devant les difficultés de recrutement en pays de Piémont, Pietro, plutôt que de s'exiler à l'étranger, choisit de s'engager dans l'armée du duc de Savoie comme mineur dans un régiment d'artillerie . C'est ainsi que le soldat-mineur Micca est affecté à la défense souterraine de la citadelle de Turin en 1706, pour parer aux attaques des troupes françaises qui tentent d'éliminer Victor-Amédée II, en détruisant son centre de commandement et le siège de la garnison turinoise protégés par de remarquables fortifications.
La construction de la citadelle, au centre des épaisses murailles entourant la ville, a été voulue par le duc Emmanuel-Philibert de Savoie au XVIe siècle. Il avait transféré sa capitale de Chambéry à Turin en 1562 pour se préserver des invasions françaises qui, d'habitude, à chaque génération, envahissaient la Savoie et l'occupaient. L'édification de la citadelle fut commencée en 1564 d'après le projet du capitaine et architecte Francesco Pacciotto. Elle comportait un donjon et des bâtiments basés sur des souterrains dont les galeries restaient vulnérables aux attaques ennemies. Le commandement savoyard avait donc prévu de protéger les voies d'accès souterraines en y plaçant des troupes spécialisées dans la défense de siège, capables de répondre aux attaques des sapeurs français par des moyens appropriés et notamment par l'utilisation d'explosifs.
Dans la nuit du 29 août au 30 août 1706, en plein siège de Turin par l'armée française, les forces ennemies entrent dans les tunnels souterrains de la citadelle, tuant les sentinelles et tentant de briser l'une des portes d'accès aux galeries. Le soldat-mineur Micca qui est de garde à cette porte, prend l'initiative de faire évacuer ses camarades de combat et, seul face aux sapeurs ennemis qui avaient forcé les défenses, il mit le feu aux poudres stockées dans la galerie. Pietro Micca est mort héroïquement pour sa patrie au cours de l'explosion. Sa mission de sacrifice ne fut pas vaine, car l'effondrement de l'édifice empêcha l'ennemi de pénétrer dans la citadelle et les contre-attaques austro-savoyardes du duc de Savoie et de son cousin, le prince Eugène de Savoie ont mis les Français en déroute.
L'héroïsme de Piettro Micca est aujourd'hui célébré dans toute l'Italie. Il est comparé au chevalier Bayard. Turin a érigé un monument en son souvenir, ainsi qu'un musée à son nom dans le donjon de la Citadelle, seul édifice subsistant après les combats de 1706.

## Famille
Petro Micca est né à Sagliano le 6 mars 1677. Il a donné son nom à son village natal : aujourd'hui Sagliano-Micca. Il est le fils de Jacques Micca et d'Anne Martinazzo-Riabella.
Il épouse le 29 octobre 1704 Marie-Catherine Bonino qui lui donne un fils, Giacomo-Antonio Micca (1706-1803). La famille Micca est éteinte en ligne directe.
Dans une supplique envoyée au duc Victor-Amédée II le 26 février 1707, la veuve de Pietro Micca demanda une pension. Dans cette requête il est écrit que son mari avait exécuté un ordre du colonel Giuseppe Amico de Castellalfero, peut-être en se sacrifiant volontairement, « incité par la générosité de son esprit à mettre le feu à la dite mine, malgré le danger évident pour sa vie ». La veuve, Maria Bonino, obtint une pension viagère équivalant à deux pains par jour et se remaria en 1709 avec un certain Lorenzo Pavanello, dont elle eut un fils, Francesco.